# Antugnac
Antugnac  est une commune française située dans le département de l'Aude en région Occitanie.
Sur le plan historique et culturel, la commune fait partie du Razès, un pays historiquement très étendu, qui ne se résume aujourd'hui qu'aux collines de la Malepère et au bas Razès au centre et au sud, limité par le pays de Sault. Exposée à un climat océanique altéré, elle est drainée par le ruisseau d'Antugnac et par deux autres cours d'eau.
Antugnac est une commune rurale qui compte 292 habitants en 2022, après avoir connu une forte hausse de la population depuis 1975. Ses habitants sont appelés les Antugnacois et ses habitantes les Antugnacoises.
Le patrimoine architectural de la commune comprend un immeuble protégé au titre des monuments historiques : l'église Saint-André, classé en 1932.

## Géographie

### Localisation
Antugnac  est une commune située dans les Pré-Pyrénées, en haute vallée de l’Aude.

### Communes limitrophes
Les communes limitrophes sont  Alet-les-Bains, Espéraza, La Serpent, Montazels, Roquetaillade-et-Conilhac et Val-du-Faby.
| Alet-les-Bains | Roquetaillade-et-Conilhac |           |
| La Serpent     | Antugnac                  | Montazels |
| Val-du-Faby    | Espéraza                  |           |

### Géologie et relief
Antugnac se situe en zone de sismicité 3 (sismicité modérée).

### Hydrographie
La commune est dans la région hydrographique « Côtiers méditerranéens », au sein du bassin hydrographique Rhône-Méditerranée-Corse. Elle est drainée par le ruisseau d'Antugnac, Rec del Mage et le ruisseau de Brousses, constituant un réseau hydrographique de 6 km de longueur totale,.

### Climat
Pour des articles plus généraux, voir Climat de l'Occitanie et Climat de l'Aude.
En 2010, le climat de la commune est de type climat méditerranéen altéré, selon une étude s'appuyant sur une série de données couvrant la période 1971-2000. En 2020, Météo-France publie une typologie des climats de la France métropolitaine dans laquelle la commune est exposée à un climat de montagne ou de marges de montagne et est dans la région climatique Pyrénées orientales, caractérisée par une faible pluviométrie, un très bon ensoleillement (2 600 h/an), un air sec, particulièrement en hiver et peu de brouillards.
Pour la période 1971-2000, la température annuelle moyenne est de 12,8 °C, avec une amplitude thermique annuelle de 15,3 °C. Le cumul annuel moyen de précipitations est de 770 mm, avec 9,4 jours de précipitations en janvier et 5,3 jours en juillet. Pour la période 1991-2020, la température moyenne annuelle observée sur la station météorologique la plus proche, située sur la commune de Granès à 7 km à vol d'oiseau, est de 13,5 °C et le cumul annuel moyen de précipitations est de 724,6 mm,. Pour l'avenir, les paramètres climatiques de la commune estimés pour 2050 selon différents scénarios d'émission de gaz à effet de serre sont consultables sur un site dédié publié par Météo-France en novembre 2022.

### Milieux naturels et biodiversité
Aucun espace naturel présentant un intérêt patrimonial n'est recensé sur la commune dans l'inventaire national du patrimoine naturel,,.

## Urbanisme

### Typologie
Au 1er janvier 2024, Antugnac est catégorisée commune rurale à habitat dispersé, selon la nouvelle grille communale de densité à 7 niveaux définie par l'Insee en 2022.
Elle est située hors unité urbaine et hors attraction des villes,.

### Occupation des sols
L'occupation des sols de la commune, telle qu'elle ressort de la base de données européenne d’occupation biophysique des sols Corine Land Cover (CLC), est marquée par l'importance des territoires agricoles (53,9 % en 2018), en diminution par rapport à 1990 (57,6 %). La répartition détaillée en 2018 est la suivante : cultures permanentes (27,2 %), milieux à végétation arbustive et/ou herbacée (23,1 %), zones agricoles hétérogènes (22 %), forêts (20 %), terres arables (4,6 %), zones urbanisées (3 %). L'évolution de l’occupation des sols de la commune et de ses infrastructures peut être observée sur les différentes représentations cartographiques du territoire : la carte de Cassini (XVIIIe siècle), la carte d'état-major (1820-1866) et les cartes ou photos aériennes de l'IGN pour la période actuelle (1950 à aujourd'hui).

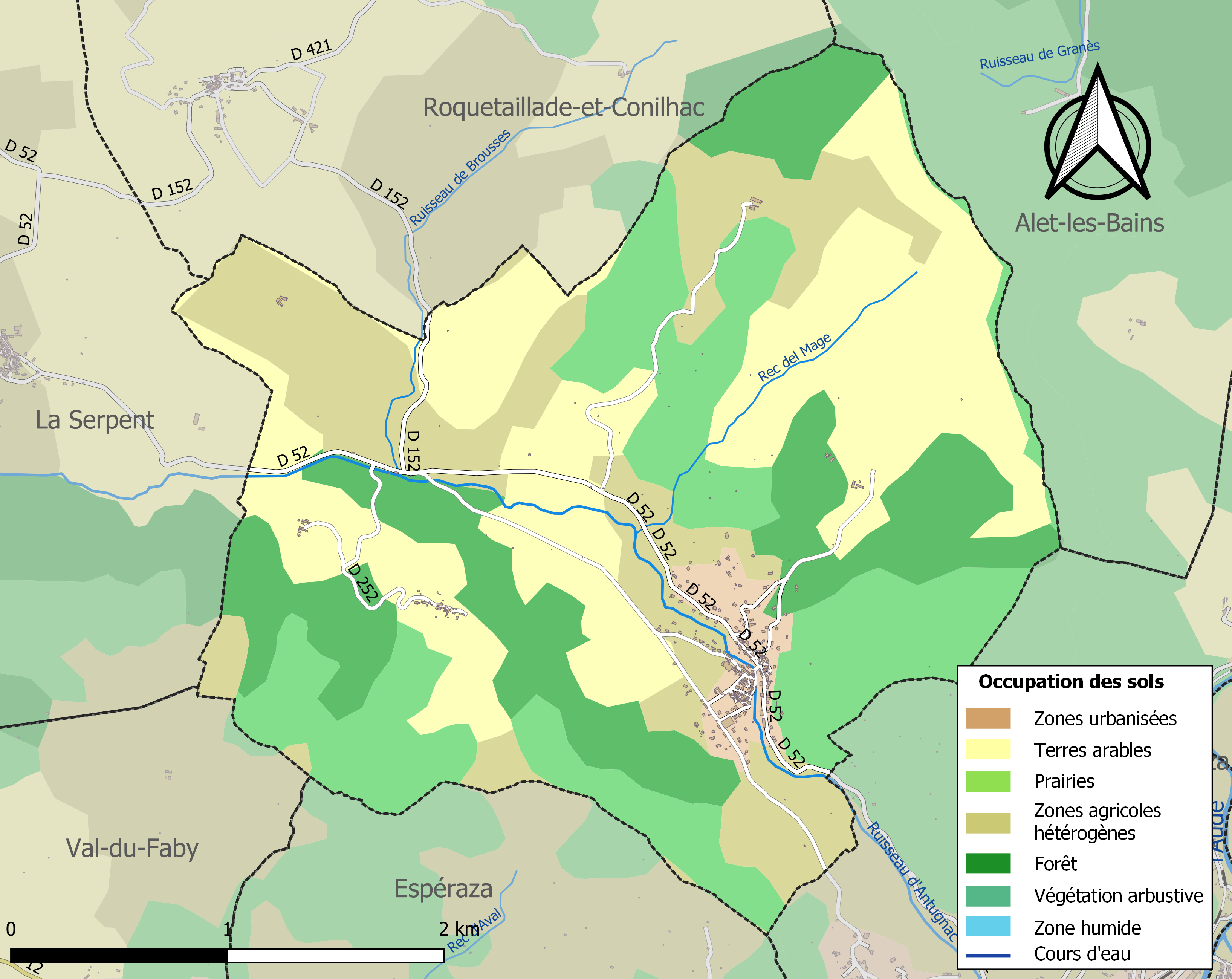
Carte des infrastructures et de l'occupation des sols de la commune en 2018 (CLC).

### Risques majeurs
Le territoire de la commune d'Antugnac est vulnérable à différents aléas naturels : météorologiques (tempête, orage, neige, grand froid, canicule ou sécheresse), inondations, feux de forêts et séisme (sismicité modérée). Un site publié par le BRGM permet d'évaluer simplement et rapidement les risques d'un bien localisé soit par son adresse soit par le numéro de sa parcelle.
Certaines parties du territoire communal sont susceptibles d’être affectées par le risque d’inondation par débordement de cours d'eau, notamment La commune a été reconnue en état de catastrophe naturelle au titre des dommages causés par les inondations et coulées de boue survenues en 1982, 1992, 2009, 2014, 2018, 2019, 2020 et 2021,.

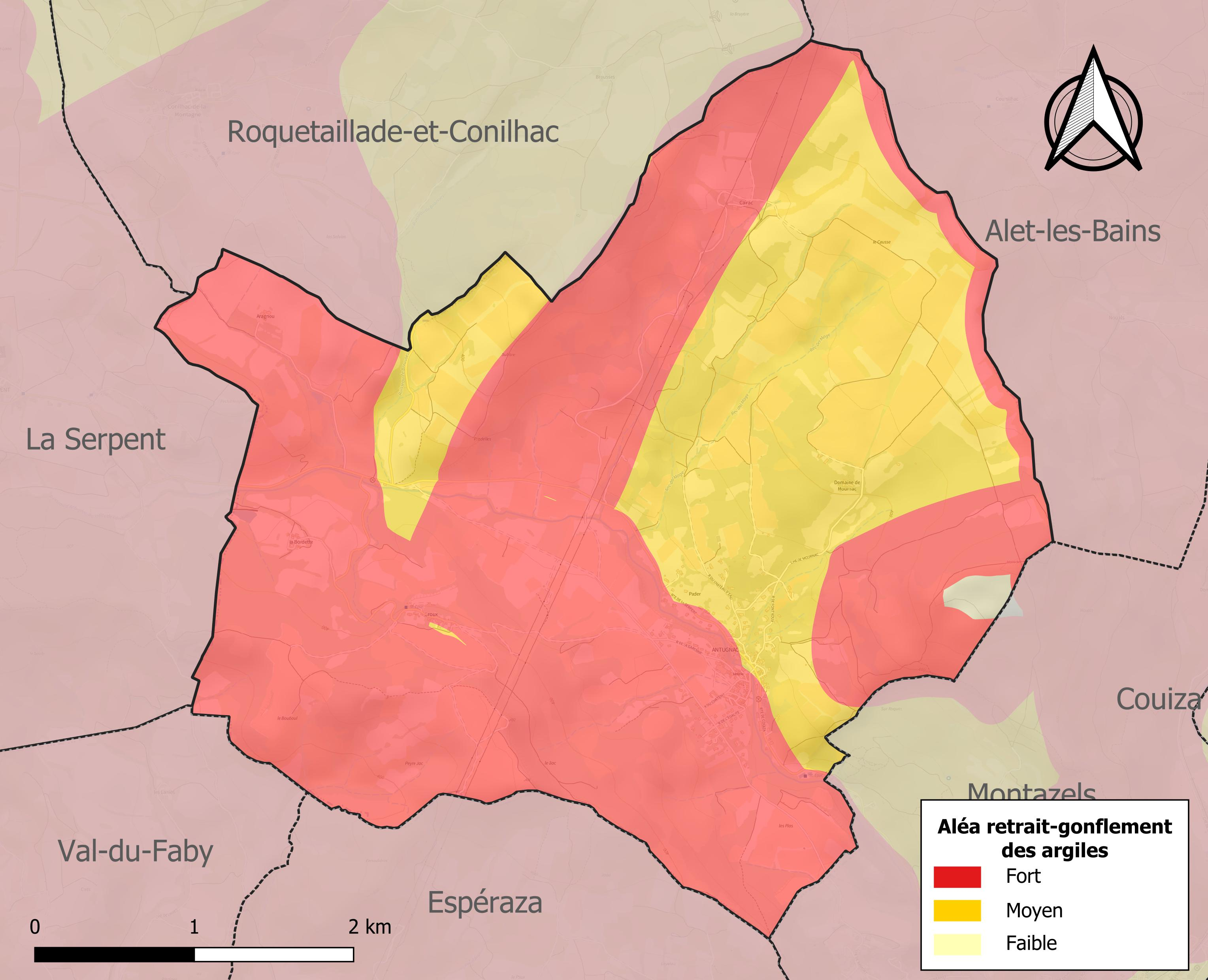
Carte des zones d'aléa retrait-gonflement des sols argileux d'Antugnac.

Le retrait-gonflement des sols argileux est susceptible d'engendrer des dommages importants aux bâtiments en cas d’alternance de périodes de sécheresse et de pluie. 99,5 % de la superficie communale est en aléa moyen ou fort (75,2 % au niveau départemental et 48,5 % au niveau national). Sur les 209 bâtiments dénombrés sur la commune en 2019, 209 sont en aléa moyen ou fort, soit 100 %, à comparer aux 94 % au niveau départemental et 54 % au niveau national. Une cartographie de l'exposition du territoire national au retrait gonflement des sols argileux est disponible sur le site du BRGM,.

## Toponymie
Le nom de Croux forme occitane du latin Crucem faisant référence à la Vraie Croix. Il s'est trouvé une église Sainte-Croix à Croux.

## Histoire
Au milieu du XVe siècle, la seigneurie de Croux est achetée par la famille Dax, une très ancienne famille originaire de Carcassonne qui donna plusieurs consuls de la Cité au Moyen Âge et resta présente à Axat jusqu'à l'orée du XXe siècle. C'est Arnaud Dax, consul de Carcassonne qui en fait l'acquisition, il est aussi seigneur d'Axat, d'Artigues (Aude), de Cailla, La Serpent, Leuc, Trèbes et autres places.
La commune de Croux est brièvement indépendante au début de la Révolution française.

## Politique et administration

### Découpage territorial
La commune d'Antugnac est membre de la communauté de communes du Limouxin, un établissement public de coopération intercommunale (EPCI) à fiscalité propre créé le 2 décembre 2016 dont le siège est à Limoux. Ce dernier est par ailleurs membre d'autres groupements intercommunaux.
Sur le plan administratif, elle est rattachée à l'arrondissement de Limoux, au département de l'Aude, en tant que circonscription administrative de l'État, et à la région Occitanie.
Sur le plan électoral, elle dépend du canton de la Haute-Vallée de l'Aude pour l'élection des conseillers départementaux, depuis le redécoupage cantonal de 2014 entré en vigueur en 2015, et de la troisième circonscription de l'Aude  pour les élections législatives, depuis le redécoupage électoral de 1986.

### Liste des maires
| Période                                  | Période   | Identité          | Étiquette | Qualité |
| ---------------------------------------- | --------- | ----------------- | --------- | ------- |
| Les données manquantes sont à compléter. |           |                   |           |         |
| mars 2001                                | mars 2008 | Michel Desquennes |           |         |
| mars 2008                                | 2014      | Pierre Salva      |           |         |
| 2014                                     | 2020      | Lydia Ibanez      |           |         |
| 2020                                     | En cours  | Philippe Comte    |           |         |

## Démographie
| 1793 | 1800 | 1806 | 1821 | 1831 | 1836 | 1841 | 1846 | 1851 |
| ---- | ---- | ---- | ---- | ---- | ---- | ---- | ---- | ---- |
| 240  | 254  | 254  | 287  | 304  | 326  | 351  | 362  | 366  |

| 1856 | 1861 | 1866 | 1872 | 1876 | 1881 | 1886 | 1891 | 1896 |
| ---- | ---- | ---- | ---- | ---- | ---- | ---- | ---- | ---- |
| 321  | 344  | 328  | 307  | 346  | 329  | 323  | 292  | 318  |

| 1901 | 1906 | 1911 | 1921 | 1926 | 1931 | 1936 | 1946 | 1954 |
| ---- | ---- | ---- | ---- | ---- | ---- | ---- | ---- | ---- |
| 323  | 342  | 323  | 308  | 314  | 350  | 300  | 273  | 300  |

| 1962 | 1968 | 1975 | 1982 | 1990 | 1999 | 2006 | 2011 | 2016 |
| ---- | ---- | ---- | ---- | ---- | ---- | ---- | ---- | ---- |
| 284  | 238  | 223  | 219  | 256  | 266  | 319  | 315  | 271  |

| 2021 | 2022 | - | - | - | - | - | - | - |
| ---- | ---- | - | - | - | - | - | - | - |
| 281  | 292  | - | - | - | - | - | - | - |

## Économie

### Revenus
En 2018  (données Insee publiées en septembre 2021), la commune compte 143 ménages fiscaux, regroupant 289 personnes. La médiane du revenu disponible par unité de consommation est de 19 380 € (19 240 € dans le département).

### Emploi
| Division       | 2008   | 2013   | 2018   |
| -------------- | ------ | ------ | ------ |
| Commune        | 13 %   | 12,7 % | 9,9 %  |
| Département    | 10,2 % | 12,8 % | 12,6 % |
| France entière | 8,3 %  | 10 %   | 10 %   |

En 2018, la population âgée de 15 à 64 ans s'élève à 166 personnes, parmi lesquelles on compte 67,8 % d'actifs (58 % ayant un emploi et 9,9 % de chômeurs) et 32,2 % d'inactifs,. En  2018, le taux de chômage communal (au sens du recensement) des 15-64 ans est inférieur à celui de la France et du département, alors qu'en 2008 la situation était inverse.
La commune est hors attraction des villes,. Elle compte 44 emplois en 2018, contre 46 en 2013 et 49 en 2008. Le nombre d'actifs ayant un emploi résidant dans la commune est de 98, soit un indicateur de concentration d'emploi de 45,1 % et un taux d'activité parmi les 15 ans ou plus de 49,7 %.
Sur ces 98 actifs de 15 ans ou plus ayant un emploi, 28 travaillent dans la commune, soit 29 % des habitants. Pour se rendre au travail, 89,1 % des habitants utilisent un véhicule personnel ou de fonction à quatre roues, 4,8 % s'y rendent en deux-roues, à vélo ou à pied et 6,1 % n'ont pas besoin de transport (travail au domicile).

### Activités hors agriculture
26 établissements sont implantés  à Antugnac au 31 décembre 2019. Le tableau ci-dessous en détaille le nombre par secteur d'activité et compare les ratios avec ceux du département,. Le secteur du commerce de gros et de détail, des transports, de l'hébergement et de la restauration est prépondérant sur la commune puisqu'il représente 19,2 % du nombre total d'établissements de la commune (5 sur les 26 entreprises implantées  à Antugnac), contre 32,3 % au niveau départemental.

### Agriculture
|                                   | 1988 | 2000 | 2010 |
| --------------------------------- | ---- | ---- | ---- |
| Exploitations                     | 26   | 9    | 8    |
| Superficie agricole utilisée (ha) | 322  | 287  | 279  |

La commune fait partie de la petite région agricole dénommée « Razès ». En 2010, l'orientation technico-économique de l'agriculture  sur la commune est la viticulture (appellation et autre). Huit exploitations agricoles ayant leur siège dans la commune sont dénombrées lors du recensement agricole de 2010 (douze en 1988). La superficie agricole utilisée est de 279 ha.

## Culture locale et patrimoine

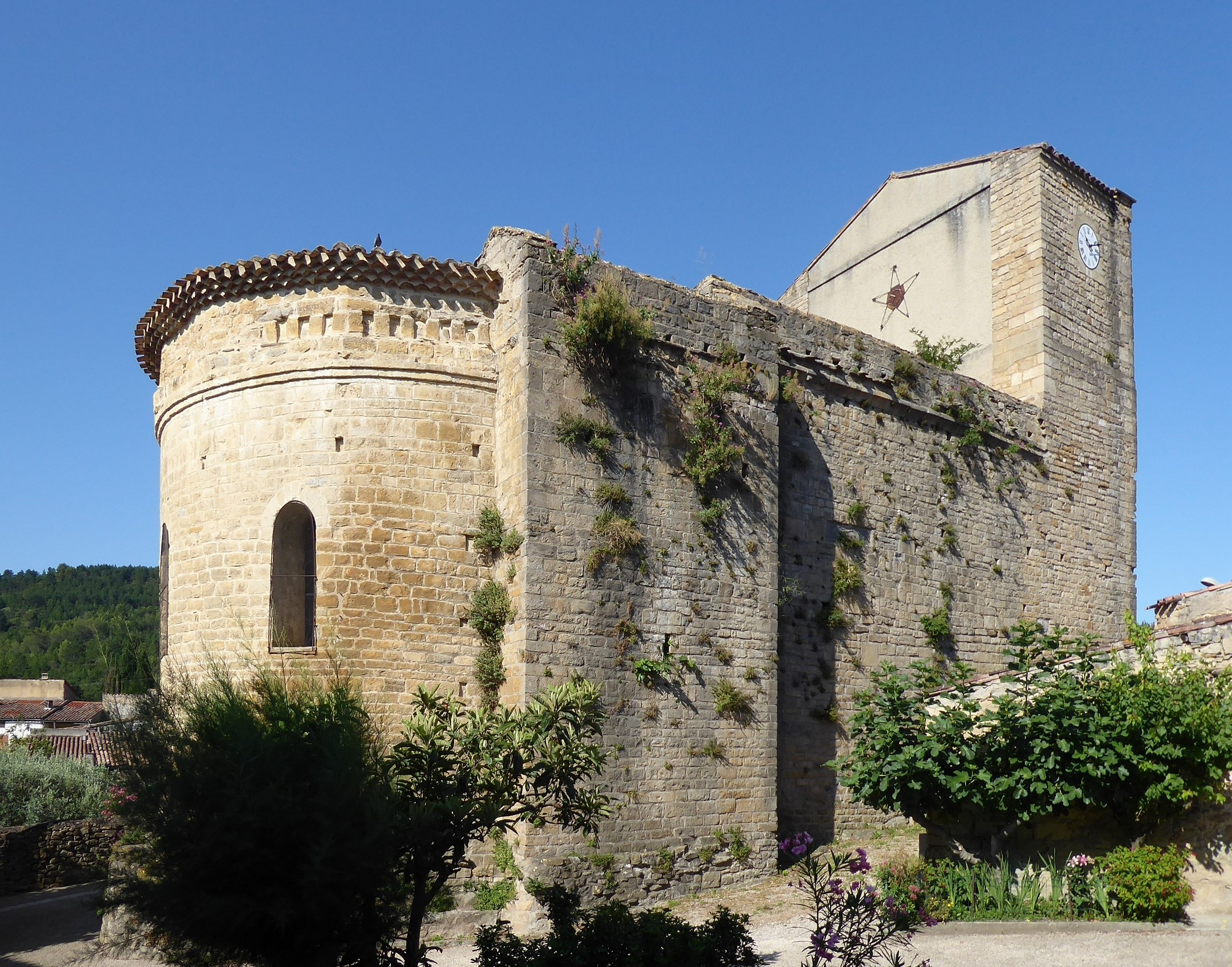
Église Saint-André d'Antugnac.

### Lieux et monuments
- Église Saint-André. L'édifice a été classé au titre des monuments historiques en 1932[35].
- Chapelle de la Sainte-Croix de Croux.

### Personnalités liées à la commune
- La famille Dax, originaire de Carcassonne, fut liée à Croux depuis le milieu du XVe siècle, lorsque ses représentants devinrent seigneur de Croux.

### Héraldique
| Blason d'Antugnac | Blasonnement de la commune : D'azur au chevron d'argent chargé de deux tourteaux de sable. |

## Pour approfondir